# Sojourner

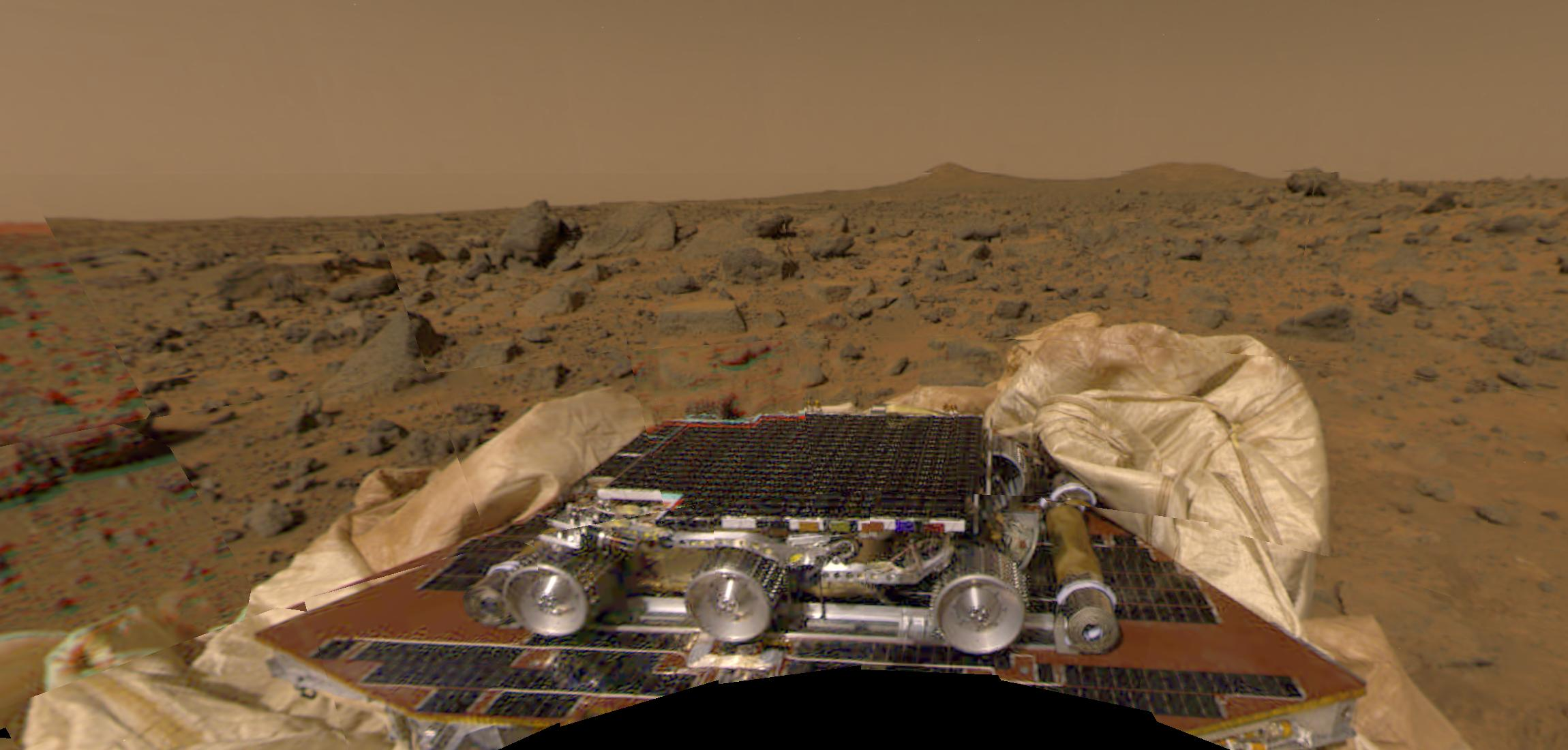
Sojourner rover a Mart, tal com es veu des d'un dels pètals del mòdul

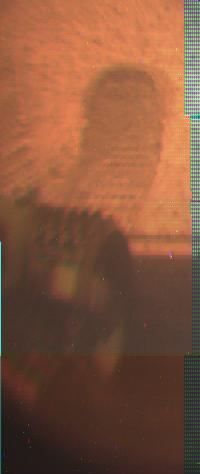
Una imatge en color presa pel Sojourner rover de la seva roda deixant el seu pas a Mart

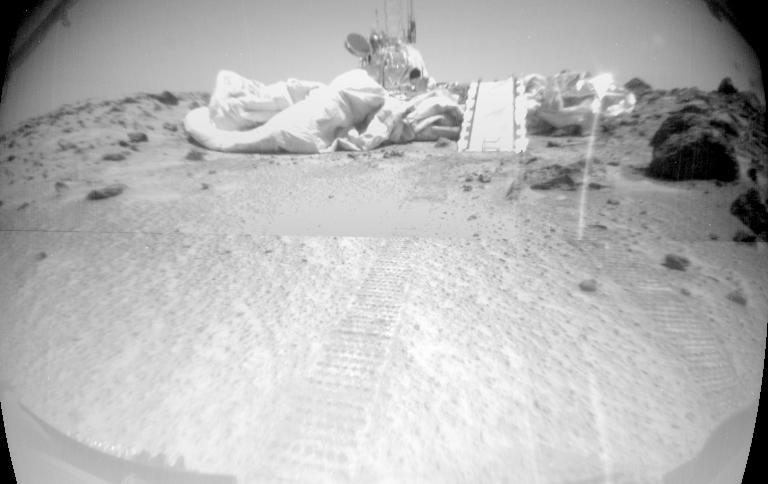
Vista del Sojourner del mòdul Mars Pathfinder (Sagan Memorial Station) després de sortir de la rampa cap al sòl marcià

Sojourner va ser un Mars rover robòtic de la missió Mars Pathfinder part del Programa Discovery de la NASA que va aterrar el 4 de juliol de 1997 a la regió d'Ares Vallis, i va explorar Mart durant tres mesos. Va comptar amb càmeres i maquinari frontal i posterior per realitzar diversos experiments científics. Dissenyat per a una missió de 7 sols, amb possible ampliació a 30 sols, però de fet va romandre actiu 83 sols. L'estació base va tenir la seva última sessió de comunicació amb la Terra a les 3:23 a.m. Temps del dia del Pacífic el 27 de setembre de 1997. El rover necessitava l'estació base per comunicar-se amb la Terra, tot i que encara funcionava en el moment en què les comunicacions van finalitzar.
El Sojourner va recórrer una distància de poc més 100 m en el moment que es va perdre la comunicació. Es va instruir a romandre estacionari fins al 5 d'octubre de 1997 (sol 91) i després va ser conduït cap al mòdul.

## Mapa de Mart
El següent mapa d'imatge del planeta Mart conté enllaços interns a característiques geogràfiques destacant les ubicacions de Rovers i mòduls de descens. Feu clic en les característiques i us enllaçarà a les pàgines dels articles corresponents. El nord està a la part superior; les elevacions: vermell (més alt), groc (zero), blau (més baix).